# Trecia Smith
Trecia-Kaye Smith (Westmoreland, 5 november 1975) is een Jamaicaanse atlete, die is gespecialiseerd in het hink-stap-springen. Ze werd in haar sportcarrière wereldkampioene, tweemaal Gemenebestkampioene en meervoudig Jamaicaans kampioene op dit onderdeel. Ook nam ze driemaal deel aan de Olympische Spelen, maar won hierbij geen medailles.

## Biografie
In haar jeugd deed Smith aan meerkamp en behaalde de finale op diverse onderdelen bij internationale jeugdkampioenschappen. Op de wereldkampioenschappen van 2005 in Helsinki won ze een gouden medaille op het onderdeel hink-stap-springen. Met een verste poging van 15,11 m versloeg ze de Cubaanse Yargelis Savigne (zilver) en de Russische Anna Pjatych (brons). 
Bij haar eerste olympische deelname in 2004 (Athene) werd ze vierde, in 2008 (Peking) werd ze elfde en in 2012 (Londen) eindigde ze op een zevende plaats.
Trecia Smith is aangesloten bij Shaftesbury Barnet Harriers in Londen.

## Titels
- Wereldkampioene hink-stap-springen - 2005
- Gemenebestkampioene hink-stap-springen - 2006, 2010
- Centraal Amerikaans en Caribisch kampioene hink-stap-springen - 2001
- Jamaicaans kampioene hink-stap-springen - 2002, 2004, 2005, 2007
- Centraal Amerikaans en Caribisch jeugdkampioene verspringen - 1994
- CARIFTA Games juniorenkampioene verspringen - 1994

## Persoonlijke records
Outdoor
| Onderdeel          | Prestatie | Datum           | Plaats     |
| ------------------ | --------- | --------------- | ---------- |
| verspringen        | 6,74 m    | 25 maart 2001   | Tuscaloosa |
| hink-stap-springen | 15,16 m   | 2 augustus 2004 | Linz       |
| zevenkamp          | 5692 p    | 26 maart 1999   | Tuscaloosa |

Indoor
| Onderdeel          | Prestatie | Datum            | Plaats       |
| ------------------ | --------- | ---------------- | ------------ |
| verspringen        | 6,66 m    | 7 maart 1997     | Indianapolis |
| hink-stap-springen | 14,84 m   | 11 maart 2006    | Moskou       |
| vijfkamp           | 4138 p    | 15 februari 1997 | New York     |

## Prestaties

### verspringen
- 1990:  CARIFTA Games (U17) - 5,25 m
- 1994:  CARIFTA Games voor junioren - 6,06 m
- 1994:  Centraal Amerikaanse en Caribische jeugd kamp. - 6,40 m
- 1994: 11e WK junioren - 6,12 m

### hoogspringen
- 1992: 4e CARIFTA Games (U20) - 1,60 m

### 400 m horde n
- 1994: 4e CARIFTA Games (U20) - 72,27 s

### speerwerpen
- 1994: 4e CARIFTA Games (U20) - 31,22 m

### hink-stap-springen
- 1997: 15e in kwal. WK - 13,34 m
- 2001:  Centraal Amerikaanse en Caribische kamp. - 14,12 m
- 2001: 8e WK - 13,92 m
- 2002:  Gemenebestspelen - 14,32 m
- 2002: 4e Wereldbeker - 13,82 m
- 2003: 5e in kwal. WK indoor - 13,66 m
- 2004: 4e WK indoor - 14,71 m
- 2004: 4e OS - 15,02 m
- 2004: 7e Wereldatletiekfinale - 14,53 m
- 2005:  WK - 15,11 m
- 2005: 4e Wereldatletiekfinale - 14,69 m
- 2006: 4e WK indoor - 14,84 m
- 2006:  Gemenebestspelen - 14,39 m
- 2006: 4e Wereldbeker - 14,64 m
- 2007: 13 in kwal. WK - 13,47 m
- 2008: 11e OS - 14,12 m
- 2009:  Memorial Van Damme - 14,23 m
- 2009: 5e WK - 14,48 m
- 2009: 7e Wereldatletiekfinale - 13,89 m
- 2010:  Gemenebestspelen - 14,19 m
- 2012: 7e OS - 14,35 m

### zevenkamp
- 1994:  Centraal Amerikaanse en Caribische jeugd kamp. - 4899 p

## Prestatieontwikkeling
| Jaar | hink-stap-springen (meter) |
| ---- | -------------------------- |
| 1997 | 14,22                      |
| 1998 | 13,98                      |
| 1999 | 13,91                      |
| 2000 | 13,66                      |
| 2001 | 14,12                      |
| 2002 | 14,32                      |
| 2003 | 13,55                      |
| 2004 | 15,16                      |
| 2005 | 15,11                      |
| 2006 | 14,39                      |
| 2007 | 14,35                      |
| 2008 | 14,18                      |
| 2009 | 14,48                      |
| 2010 | 14,19                      |
| 2011 | 14,33                      |
| 2012 | 14,35                      |
| 2013 | 14,18                      |

1993: Anna Birjoekova ·
1995: Inessa Kravets ·
1997: Šárka Kašpárková ·
1999: Paraskeví Tsiamíta ·
2001: Tatjana Lebedeva ·
2003: Tatjana Lebedeva ·
2005: Trecia Smith ·
2007: Yargelis Savigne ·
2009: Yargelis Savigne ·
2011: Olha Saladoecha ·
2013: Caterine Ibargüen ·
2015: Caterine Ibargüen ·
2017: Yulimar Rojas ·
2019: Yulimar Rojas ·
2022: Yulimar Rojas ·
2023: Yulimar Rojas